# 曹诚
曹诚（1916年—2003年），原名曹三省，男，河南内乡人，中华人民共和国军事人物，中国人民解放军少将，曾任中国人民解放军后勤学院教育长。